# Impastor
Impastor (Wortspiel aus imposter (‚Hochstapler‘) und Pastor) ist eine US-amerikanische Fernsehserie des Senders TV Land. Nach zwei Staffeln mit insgesamt 20 Folgen wurde die Serie eingestellt.

## Inhalt
In der Serie Impastor nimmt Buddy Dobbs, ein flüchtiger und hartgesottener Spielsüchtiger, die Identität eines kürzlich verstorbenen homosexuellen evangelischen Pastors an, um sich vor Kredithaien zu verstecken. Er zieht nach Ladner, einem kleinen Ort außerhalb von Portland (Oregon), und hofft, die Tarnung lange genug aufrechtzuerhalten, um Geld für die Flucht zu verdienen. Nachdem er einer Mutter mit rebellischen Sohn geholfen hat und sieht, wie die Stadtbewohner friedlich miteinander auskommen,  beschließt er, ein wenig in seiner neuen Rolle zu verweilen.
Die 2018 vom Sender RTL gestartete deutsche Fernsehserie Sankt Maik beruht auf einer ähnlichen Handlungsgrundlage.